# Wendlandia tinctoria
Wendlandia tinctoria är en måreväxtart som först beskrevs av William Roxburgh, och fick sitt nu gällande namn av Dc.. Wendlandia tinctoria ingår i släktet Wendlandia och familjen måreväxter.

## Underarter
Arten delas in i följande underarter:
- W. t. affinis
- W. t. barbata
- W. t. callitricha
- W. t. cinnamomea
- W. t. floribunda
- W. t. handelii
- W. t. intermedia
- W. t. orientalis
- W. t. tinctoria